# Ichneumon pseudocaloscelis
Ichneumon pseudocaloscelis là một loài tò vò trong họ Ichneumonidae.